# Uva (Vimioso)
Uva é uma povoação portuguesa do Município do Vimioso que foi sede da extinta Freguesia de Uva, freguesia que tinha 34,59 km² de área e 131 habitantes (2011). e, por isso, uma densidade populacional de 3,8 hab/km².
A Freguesia de Uva foi extinta (agregada) pela reorganização administrativa de 2013, tendo o seu território sido integrado na então criada Freguesia de Algoso, Campo de Víboras e Uva.
Nesta aldeia é falada a língua mirandesa.

## População
| População da freguesia de Uva | População da freguesia de Uva | População da freguesia de Uva | População da freguesia de Uva | População da freguesia de Uva | População da freguesia de Uva | População da freguesia de Uva | População da freguesia de Uva | População da freguesia de Uva | População da freguesia de Uva | População da freguesia de Uva | População da freguesia de Uva | População da freguesia de Uva | População da freguesia de Uva | População da freguesia de Uva |
| ----------------------------- | ----------------------------- | ----------------------------- | ----------------------------- | ----------------------------- | ----------------------------- | ----------------------------- | ----------------------------- | ----------------------------- | ----------------------------- | ----------------------------- | ----------------------------- | ----------------------------- | ----------------------------- | ----------------------------- |
| 1864                          | 1878                          | 1890                          | 1900                          | 1911                          | 1920                          | 1930                          | 1940                          | 1950                          | 1960                          | 1970                          | 1981                          | 1991                          | 2001                          | 2011                          |
| 413                           | 429                           | 447                           | 480                           | 504                           | 505                           | 538                           | 584                           | 591                           | 528                           | 449                           | 326                           | 253                           | 172                           | 131                           |

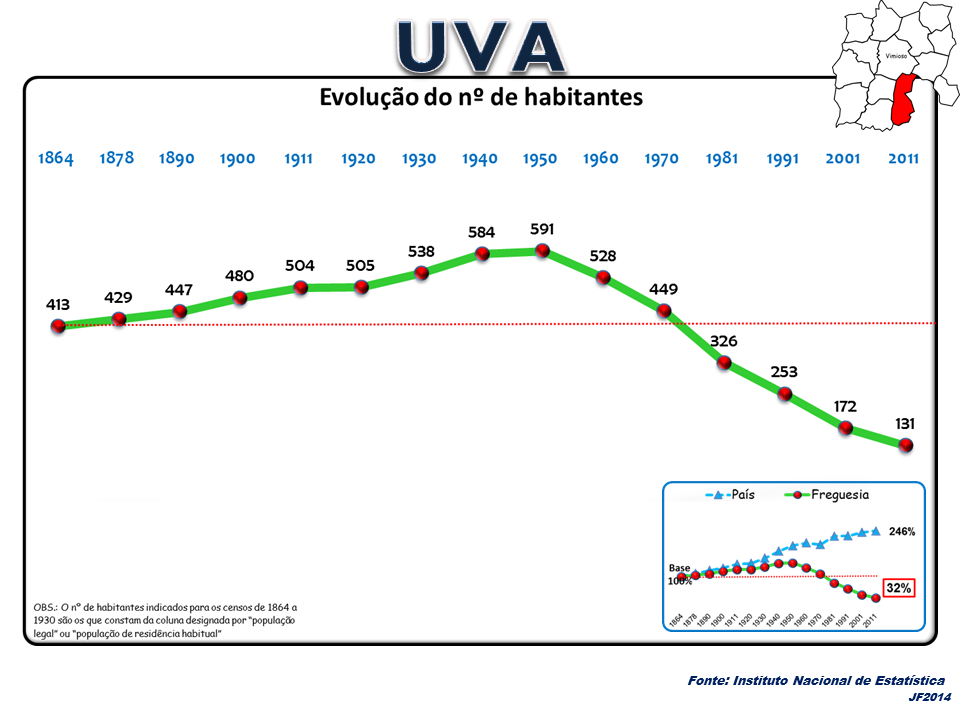
Evolução da População 1864 / 2011
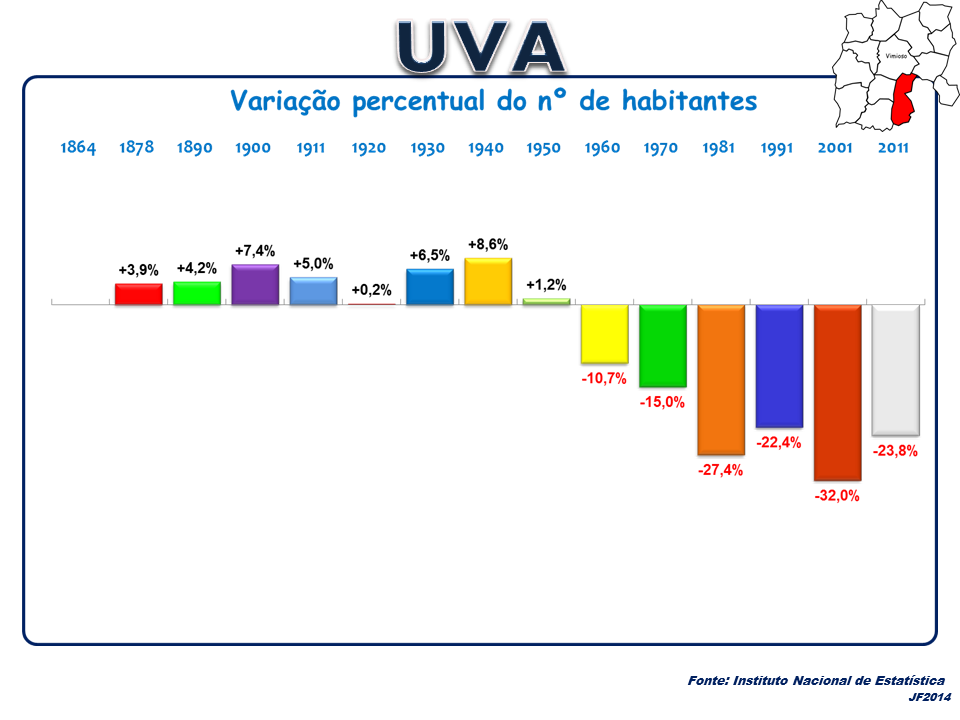
Variação da População 1864 / 2011
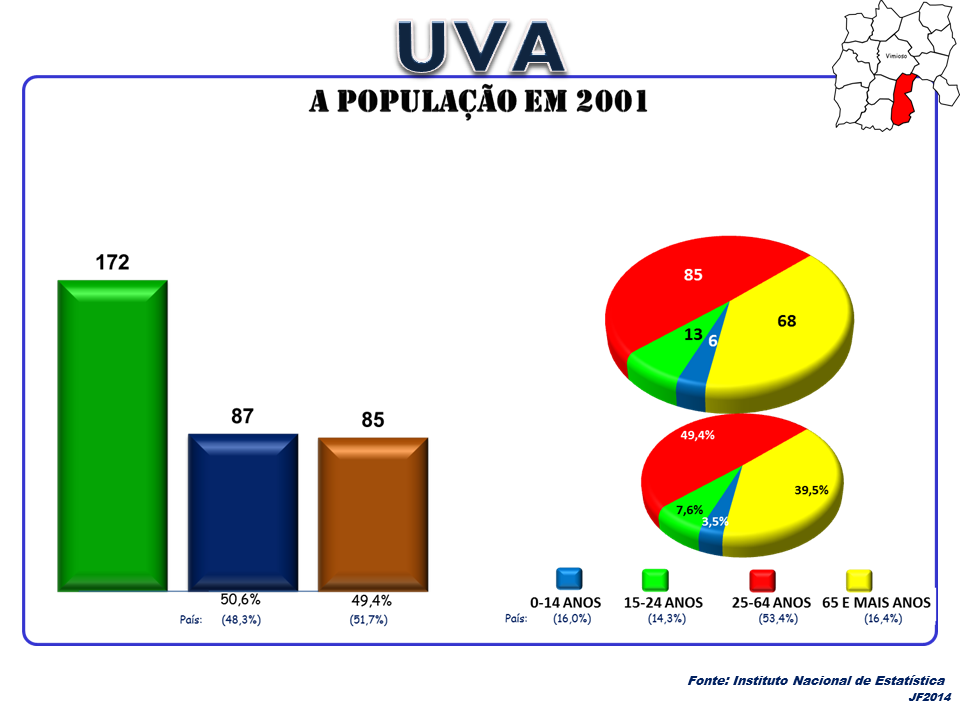
A População em 2001
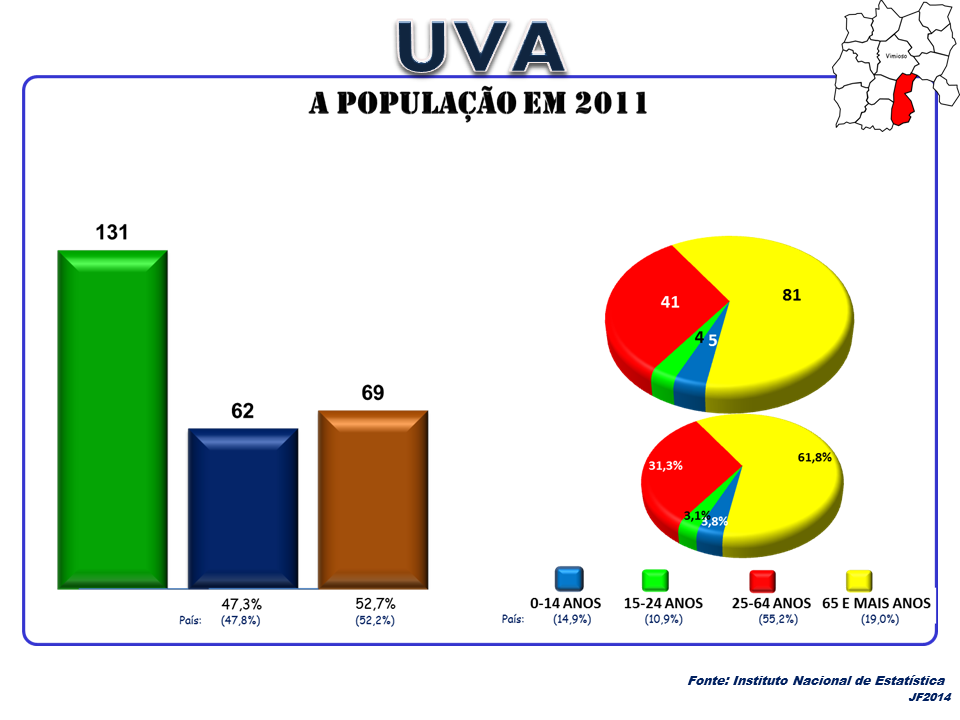
A População em 2011

## Localidades
A Freguesia era composta por 3 aldeias:
- Uva
- Vila Chã
- Mora